# Agrotis obliqua
Agrotis obliqua là một loài bướm đêm trong họ Noctuidae.